# На пути в Берлин
«На пути в Берлин» — советский полнометражный чёрно-белый художественный фильм, поставленный на киностудии Ленфильм в 1969 году режиссёром Михаилом Ершовым. Премьера фильма в СССР состоялась 14 июля 1969 года.

## Сюжет
Весна 1945 года. Все — от солдата до генерала — понимают, что Победа уже близка. Впереди — последняя, решающая битва Великой Отечественной войны. А пока они готовятся к решающему штурму. О том, как проходила подготовка и о самой операции по взятию Берлина, рассказывает этот фильм.

## В фильме снимались
- Василий Краснов — полковник Алексей Иванович Петров
- Николай Трофимов — старший лейтенант Иван Егорович Зайцев, связист
- Сергей Карнович-Валуа — командующий Сергей Константинович Коновалов
- Степан Крылов — генерал, член Военного Совета
- Юрий Фисенко — Толя из Тамбова
- Сергей Дворецкий — капитан-танкист Володя Кравченко
- Гелий Сысоев — Крутиков
- Николай Кузьмин — Габидуллин
- Павел Первушин — Пётр Лукич
- Михаил Екатерининский — Леонид Сергеевич
- Николай Федорцов — капитан, комбат
- Антонина Шуранова — военный врач Татьяна Михайловна
- Александр Захаров — генерал Кребс

## В эпизодах
- Александр Афанасьев — полковник
- Евгения Гончарова — военный переводчик Нина
- Олег Белов — солдат, слесарь VII разряда в мирной жизни
- Олег Хроменков — усатый солдат
- Игорь Михайлов — эпизод
- Алексей Кожевников — дежурный, капитан Борис Никитин (в титрах указан как — Л. Кожевников)
- Александр Суснин — полковник немецкой армии, парламентёр
- В. Лаленков — эпизод
- Дитмар Рихтер — немец
- Александр Ушаков — эпизод
- Сергей Чернов — Геббельс
- Георгий Тейх — немец, сочувствующий
- Кирилл Гунн — хозяин варьете
- Б. Румянцев — эпизод
- Г. Солунин — эпизод
- Е. Тихомирова — эпизод
- А. Капрак — солдат
- Владимир Карпенко — солдат
- Юрий Башков — эпизод
- С. Голубев — солдат
- Альберт Печников — солдат (в титрах не указан)
- Вадим Яковлев — эпизод (в титрах не указан)

## Съёмочная группа
- Авторы сценария — Борис Васильев, Кирилл Рапопорт, Юрий Чулюкин
- Постановка — Михаила Ершова
- Главные операторы — Николай Жилин, Виктор Карасёв
- Главный художник — Михаил Иванов
- Композитор — Вениамин Баснер
- Звукооператор — Владимир Яковлев
- Текст песен — Михаила Матусовского
- Режиссёр — Г. Беглов
- Оператор — Л. Александров
- Художники-гримёры — Э. Ершова, О. Смирнова
- Художник по костюмам — Елена Амшинская
- Художник-декоратор — В. Слоневский
- Монтажёр — Изольда Головко
- Редактор — Ирина Тарсанова
- Ассистенты:
режиссёра — М. Полынова, В. Синило, С. Барадэн
оператора — В. Коган, Вадим Лунин
- Комбинированные съёмки:
Оператор — Георгий Варгин
Художник — В. Соловьёв
- Мастер-пиротехник — П. Кудрявцев
- Военный консультант — генерал армии М. М. Попов
- Оркестр Ленинградской Государственной филармонии
Дирижёр — Юрий Серебряков
- Директор картины — Николай Неёлов
- В фильме использованы материалы Госфильмофонда и Центрального Государственного архива кинофотодокументов СССР

## Места съёмки
Съёмки фильма «На пути в Берлин» проходили в Калининграде, Калининградской области и Ленинграде.